# The Age of Turbulence
The Age of Turbulence: Adventures in a New World, publicado em Portugal sob o nome A Era da Turbulência: Contribuições para Um Mundo em Mudança, é uma auto-bibliografia e um bestseller de Alan Greenspan composta por 25 capítulos.

## Conteúdo

### O Miúdo do Bairro Popular
Este capítulo conta como se formou a sua família. Greenspan vinha de uma família de imigrantes: os Greenspan, que vinham da Roménia, e os Goldsmith, que vinham da Hungria.
Também conta como vivia na Grande Depressão, altura em que era criança: era da classe média baixa, ao contrário dos judeus que viviam na miséria, no Lower East Side. Vivia também numa família separada: o seu pai, Herbert, vivia em Brooklyn, e a sua mãe, Rose, que ficou no sítio onde Quem for até à parte oeste de Manhattan e tomar o metropolitano em direcção ao Norte, passando pelas estações de Times Square, Central Park e Harlem, chega ao bairro onde cresci.
Basicamente, este fala sobre onde viveu em criança, a sua vida estudantil, e a sua família.

### Como se faz um economista
Este capítulo diz-nos o início da sua carreira como economista e uma parte da sua vida social: nesta altura, Greenspan pertencia ao Colectivo, uma organização de debates.
Fala-nos também sobre a fundação da sua primeira empresa de consultadoria: a Townsend Greenspan, com Bill Townsend.

### Quando a Economia se junta à Política
Este capítulo conta-nos a entrada de Greenspan na economia política e no circulo de próximos do Presidente dos EUA.

### Um Cidadão Comum
Este capítulo fala do período anos 60 - anos 80 do século XX, na época pré-Segunda-Feira Negra, a crise dos anos 80 e da altura em que a lista de clientes da Townsend Greenspan estava em contínuo crescimento.

### A Segunda-Feira Negra
Este capítulo fala da crise dos anos 80, nos EUA.

### A Queda do Muro de Berlim
Este capítulo fala sobre a Queda do Muro de Berlim e as economias centralizadas do Leste Europeu.

### Outros capítulos
Todos os restantes capítulos falam dos anos 90 e de previsões para o século XXI sobre os Tigres Asiáticos, a América Latina, o petróleo e as empresas.

### Críticas
No Prefácio e na Introdução, o livro contém crítcas à actuação do presidente George W. Bush aquando do 11 de Setembro.

## Fonte
Baseado na versão portuguesa do livro The Age of Turbulence e na versão inglesa do artigo.